# Folkvimmel

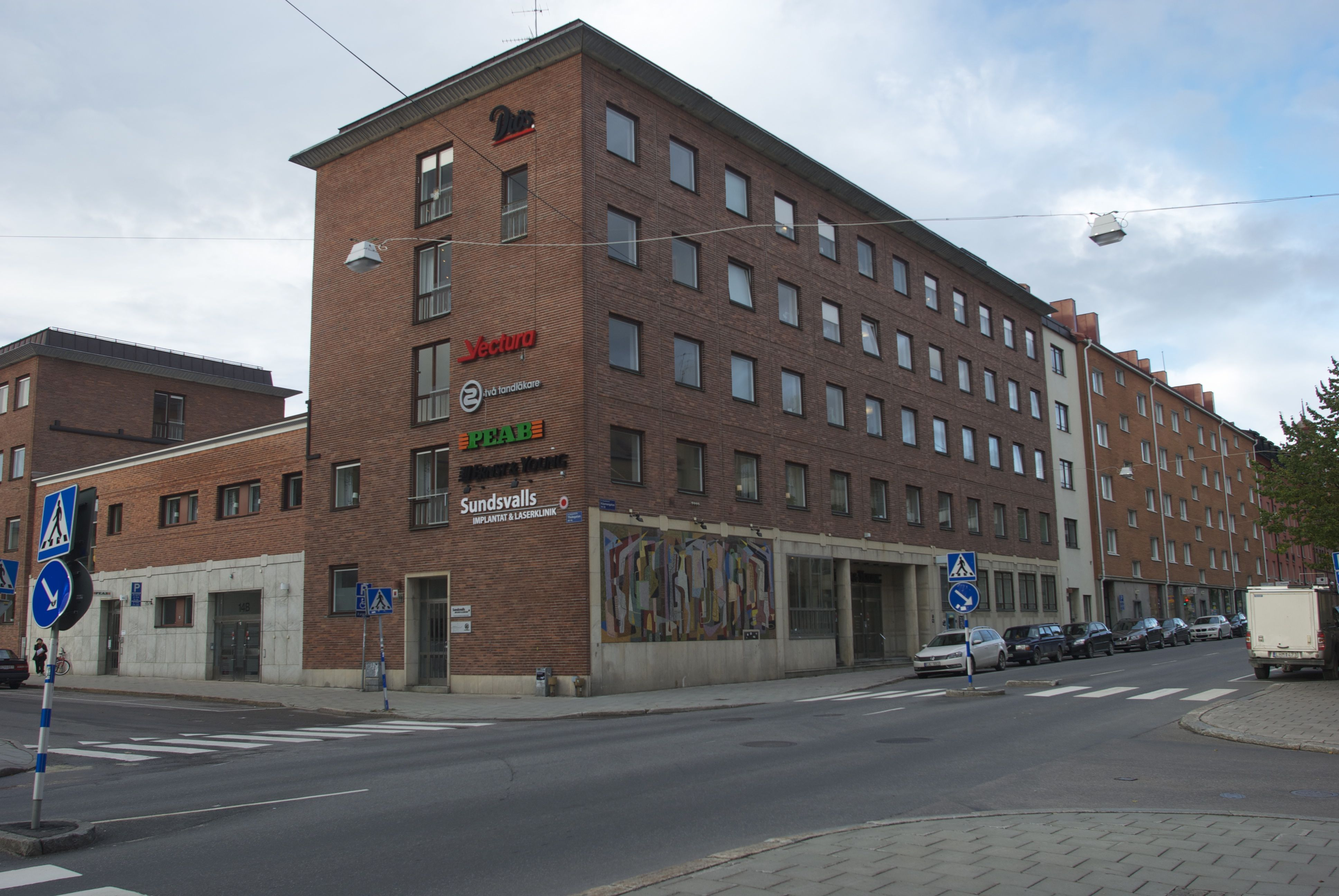
Posthuset i Sundsvall. Konstverket är väl synlig på fasaden längs Köpmangatan.

Folkvimmel är en stor mosaikmålning på Posthusets yttervägg mot Köpmangatan i Sundsvall. Konstverket, som sattes på plats i slutet av 1955 är signerat Nils Wedel och mäter 8 meter i bredd och 3 meter i höjd. Mosaikbitarna är av marmor och emalj (italienska: smalto)..
Läggningen av det 150 000 bitar stora mosaikpusslet utfördes av konstnären och stuckatören Augusto Conte i Stockholm. Bitarna klistrades upp och ner på papper för att senare tryckas ner i stucken.

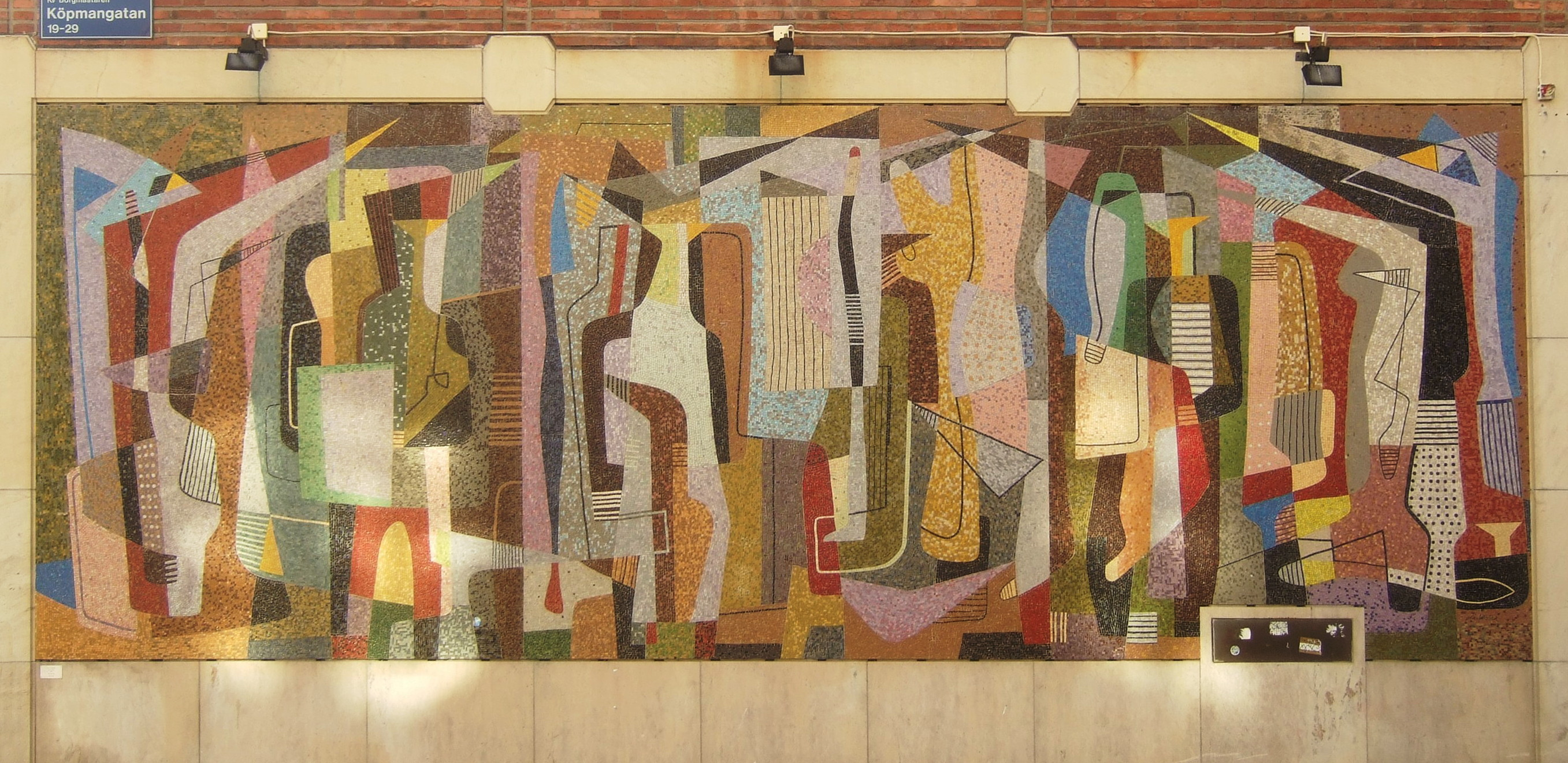
Närbild av konstverket Folkvimmel av Nils Wedel.